# Großer Preis von Frankreich 1977
Der Große Preis von Frankreich 1977 (offiziell LXIII Grand Prix de France) fand am 3. Juli im Stade Automobile de Dijon-Prenois in der Nähe von Dijon statt und war das neunte Rennen der Automobil-Weltmeisterschaft 1977.

## Berichte

### Hintergrund
Zum zweiten Mal nach 1974 fand der französische Grand Prix in Dijon statt. Die Strecke war inzwischen durch das Hinzufügen des als „Parabolique“ bezeichneten Abschnittes um etwa 500 Meter verlängert worden.
Die ursprünglich geplante Premiere des Renault-Teams mit Turbomotor beim Heimrennen musste kurzfristig auf den Großen Preis von Großbritannien verschoben werden, worauf einige französische Zuschauer mit Enttäuschung reagierten. Stattdessen wurde während des Trainings überraschend Surtees-Stammpilot Larry Perkins durch den aufstrebenden französischen Nachwuchsfahrer Patrick Tambay ersetzt.
Vittorio Brambilla bestritt seinen 50. Grand Prix.

### Training
Mario Andretti stellte durch das Erreichen der Pole-Position erneut die Konkurrenzfähigkeit des Lotus 78 unter Beweis, gefolgt von James Hunt, der nach anfänglichen Problemen mit dem inzwischen weiterentwickelten McLaren M26 stetig besser zurechtzukommen schien. Für die zweite Startreihe qualifizierten sich Gunnar Nilsson und John Watson.
Die beiden Führenden in der Weltmeisterschaft, Jody Scheckter und Niki Lauda, fanden sich nach dem Training auf den Plätzen acht und neun wieder.
Da die Rennstrecke trotz der im Vorjahr erfolgten Erweiterung einer der kürzesten Kurse der Saison war, wurde die maximale Starterzahl für das Rennen auf 22 Fahrzeuge begrenzt. Die langsamsten acht der 30 angereisten Piloten konnten sich demzufolge nicht qualifizieren.

### Rennen
Hunt ging vom zweiten Startplatz aus in Führung vor Watson, Jacques Laffite und dem schlecht gestarteten Andretti. In der fünften Runde übernahm Watson die Führung. Bis zur 17. Runde änderte sich an dieser Reihenfolge an der Spitze nichts. Dann überholte Andretti den zweitplatzierten Hunt und holte fortan geringfügig auf Watson auf, dessen Vorsprung von fünf Sekunden nur langsam geringer wurde.
Erst in der letzten Runde ging Andretti an Watson vorbei, als dieser mit Kraftstoffmangel zu kämpfen hatte. Er konnte zwar den zweiten Platz gegen Hunt verteidigen, die Enttäuschung über den knapp verpassten Sieg überwog jedoch. Nilsson wurde Vierter vor den beiden Ferrari-Piloten Lauda und Carlos Reutemann.

## Meldeliste
| Team                            | Nr. | Fahrer             | Chassis         | Motor                     | Reifen |
| ------------------------------- | --- | ------------------ | --------------- | ------------------------- | ------ |
| Marlboro Team McLaren           | 01  | James Hunt         | McLaren M26     | Ford Cosworth DFV 3.0 V8  | G      |
| Marlboro Team McLaren           | 02  | Jochen Mass        | McLaren M23     | Ford Cosworth DFV 3.0 V8  | G      |
| Elf Team Tyrrell                | 03  | Ronnie Peterson    | Tyrrell P34     | Ford Cosworth DFV 3.0 V8  | G      |
| Elf Team Tyrrell                | 04  | Patrick Depailler  | Tyrrell P34     | Ford Cosworth DFV 3.0 V8  | G      |
| John Player Team Lotus          | 05  | Mario Andretti     | Lotus 78        | Ford Cosworth DFV 3.0 V8  | G      |
| John Player Team Lotus          | 06  | Gunnar Nilsson     | Lotus 78        | Ford Cosworth DFV 3.0 V8  | G      |
| Martini Racing                  | 07  | John Watson        | Brabham BT45B   | Alfa Romeo 115-12 3.0 F12 | G      |
| Martini Racing                  | 08  | Hans-Joachim Stuck | Brabham BT45B   | Alfa Romeo 115-12 3.0 F12 | G      |
| Hollywood March Racing          | 09  | Alex Ribeiro       | March 761B      | Ford Cosworth DFV 3.0 V8  | G      |
| Team Rothmans International     | 10  | Ian Scheckter      | March 761B      | Ford Cosworth DFV 3.0 V8  | G      |
| Scuderia Ferrari SpA SEFAC      | 11  | Niki Lauda         | Ferrari 312T2   | Ferrari 015 3.0 F12       | G      |
| Scuderia Ferrari SpA SEFAC      | 12  | Carlos Reutemann   | Ferrari 312T2   | Ferrari 015 3.0 F12       | G      |
| Shadow Racing Team              | 16  | Riccardo Patrese   | Shadow DN8      | Ford Cosworth DFV 3.0 V8  | G      |
| Shadow Racing Team              | 17  | Alan Jones         | Shadow DN8      | Ford Cosworth DFV 3.0 V8  | G      |
| Team Surtees                    | 18  | Larry Perkins      | Surtees TS19    | Ford Cosworth DFV 3.0 V8  | G      |
| Team Surtees                    | 18  | Patrick Tambay     | Surtees TS19    | Ford Cosworth DFV 3.0 V8  | G      |
| Beta Team Surtees               | 19  | Vittorio Brambilla | Surtees TS19    | Ford Cosworth DFV 3.0 V8  | G      |
| Walter Wolf Racing              | 20  | Jody Scheckter     | Wolf WR3        | Ford Cosworth DFV 3.0 V8  | G      |
| Team Tissot Ensign with Castrol | 22  | Clay Regazzoni     | Ensign N177     | Ford Cosworth DFV 3.0 V8  | G      |
| Penthouse Rizla Racing          | 24  | Rupert Keegan      | Hesketh 308E    | Ford Cosworth DFV 3.0 V8  | G      |
| Hesketh Racing                  | 25  | Harald Ertl        | Hesketh 308E    | Ford Cosworth DFV 3.0 V8  | G      |
| Hesketh Racing                  | 39  | Héctor Rebaque     | Hesketh 308E    | Ford Cosworth DFV 3.0 V8  | G      |
| Ligier Gitanes                  | 26  | Jacques Laffite    | Ligier JS7      | Matra MS76 3.0 V12        | G      |
| Williams Grand Prix Engineering | 27  | Patrick Nève       | March 761       | Ford Cosworth DFV 3.0 V8  | G      |
| Copersucar-Fittipaldi           | 28  | Emerson Fittipaldi | Copersucar FD05 | Ford Cosworth DFV 3.0 V8  | G      |
| Chesterfield Racing             | 30  | Brett Lunger       | McLaren M23     | Ford Cosworth DFV 3.0 V8  | G      |
| LEC Refrigeration Racing        | 31  | David Purley       | LEC CRP1        | Ford Cosworth DFV 3.0 V8  | G      |
| ATS Racing Team                 | 34  | Jean-Pierre Jarier | Penske PC4      | Ford Cosworth DFV 3.0 V8  | G      |
| Rotary Watches Stanley B.R.M.   | 35  | Conny Andersson    | BRM P207        | BRM P202 3.0 V12          | G      |
| Team Merzario                   | 37  | Arturo Merzario    | March 761B      | Ford Cosworth DFV 3.0 V8  | G      |

Anmerkungen
1. 1 2  Tambay übernahm im dritten Training am Samstag den Surtees TS19 mit der Startnummer 18 von Perkins.

## Klassifikationen

### Startaufstellung
| Pos. | Fahrer             | Konstrukteur       | Zeit    | Ø-Geschwindigkeit | Start |
| ---- | ------------------ | ------------------ | ------- | ----------------- | ----- |
| 01   | Mario Andretti     | Lotus-Ford         | 1:12,21 | 189,447 km/h      | 01    |
| 02   | James Hunt         | McLaren-Ford       | 1:12,73 | 188,093 km/h      | 02    |
| 03   | Gunnar Nilsson     | Lotus-Ford         | 1:12,79 | 187,938 km/h      | 03    |
| 04   | John Watson        | Brabham-Alfa Romeo | 1:12,83 | 187,835 km/h      | 04    |
| 05   | Jacques Laffite    | Ligier-Matra       | 1:13,30 | 186,630 km/h      | 05    |
| 06   | Carlos Reutemann   | Ferrari            | 1:13,36 | 186,478 km/h      | 06    |
| 07   | Jochen Mass        | McLaren-Ford       | 1:13,41 | 186,351 km/h      | 07    |
| 08   | Jody Scheckter     | Wolf-Ford          | 1:13,45 | 186,249 km/h      | 08    |
| 09   | Niki Lauda         | Ferrari            | 1:13,52 | 186,072 km/h      | 09    |
| 10   | Alan Jones         | Shadow-Ford        | 1:13,56 | 185,971 km/h      | 10    |
| 11   | Vittorio Brambilla | Surtees-Ford       | 1:13,61 | 185,844 km/h      | 11    |
| 12   | Patrick Depailler  | Tyrrell-Ford       | 1:13,66 | 185,718 km/h      | 12    |
| 13   | Hans-Joachim Stuck | Brabham-Alfa Romeo | 1:13,67 | 185,693 km/h      | 13    |
| 14   | Rupert Keegan      | Hesketh-Ford       | 1:13,71 | 185,592 km/h      | 14    |
| 15   | Riccardo Patrese   | Shadow-Ford        | 1:13,87 | 185,190 km/h      | 15    |
| 16   | Clay Regazzoni     | Ensign-Ford        | 1:13,90 | 185,115 km/h      | 16    |
| 17   | Ronnie Peterson    | Tyrrell-Ford       | 1:13,92 | 185,065 km/h      | 17    |
| 18   | Arturo Merzario    | March-Ford         | 1:13,92 | 185,065 km/h      | 18    |
| 19   | Jean-Pierre Jarier | Penske-Ford        | 1:14,17 | 184,441 km/h      | 19    |
| 20   | Ian Scheckter      | March-Ford         | 1:14,24 | 184,267 km/h      | 20    |
| 21   | David Purley       | LEC-Ford           | 1:14,39 | 183,896 km/h      | 21    |
| 22   | Emerson Fittipaldi | Copersucar-Ford    | 1:14,45 | 183,747 km/h      | 22    |
| DNQ  | Alex Ribeiro       | March-Ford         | 1:14,60 | 183,378 km/h      | –     |
| DNQ  | Patrick Nève       | March-Ford         | 1:14,74 | 183,035 km/h      | –     |
| DNQ  | Brett Lunger       | McLaren-Ford       | 1:14,83 | 182,814 km/h      | –     |
| DNQ  | Harald Ertl        | Hesketh-Ford       | 1:15,06 | 182,254 km/h      | –     |
| DNQ  | Larry Perkins      | Surtees-Ford       | 1:15,13 | 182,084 km/h      | –     |
| DNQ  | Héctor Rebaque     | Hesketh-Ford       | 1:15,88 | 180,285 km/h      | –     |
| DNQ  | Patrick Tambay     | Surtees-Ford       | 1:16,06 | 179,858 km/h      | –     |
| DNQ  | Conny Andersson    | B.R.M.             | 1:16,17 | 179,598 km/h      | –     |

### Rennen
| Pos. | Fahrer             | Konstrukteur       | Runden | Stopps | Zeit       | Start | Schnellste Runde |
| ---- | ------------------ | ------------------ | ------ | ------ | ---------- | ----- | ---------------- |
| 01   | Mario Andretti     | Lotus-Ford         | 80     | 0      | 1:39:40,13 | 01    | 1:13,75 (76.)    |
| 02   | John Watson        | Brabham-Alfa Romeo | 80     | 0      | + 1,55     | 04    | 1:13,88          |
| 03   | James Hunt         | McLaren-Ford       | 80     | 0      | + 33,87    | 02    | 1:14,44          |
| 04   | Gunnar Nilsson     | Lotus-Ford         | 80     | 0      | + 1:11,08  | 03    | 1:14,12          |
| 05   | Niki Lauda         | Ferrari            | 80     | 0      | + 1:14,15  | 09    | 1:14,87          |
| 06   | Carlos Reutemann   | Ferrari            | 79     | 0      | + 1 Runde  | 06    | 1:14,87          |
| 07   | Clay Regazzoni     | Ensign-Ford        | 79     | 0      | + 1 Runde  | 16    | 1:15,06          |
| 08   | Jacques Laffite    | Ligier-Matra       | 78     | 1      | + 2 Runden | 05    | 1:14,98          |
| 09   | Jochen Mass        | McLaren-Ford       | 78     | 1      | + 2 Runden | 07    | 1:15,24          |
| 10   | Rupert Keegan      | Hesketh-Ford       | 78     | 0      | + 2 Runden | 14    | 1:16,25          |
| 11   | Emerson Fittipaldi | Copersucar-Ford    | 77     | 0      | DNF        | 22    | 1:15,52          |
| 12   | Ronnie Peterson    | Tyrrell-Ford       | 77     | 2      | + 3 Runden | 17    | 1:15,68          |
| 13   | Vittorio Brambilla | Surtees-Ford       | 77     | 2      | + 3 Runden | 11    | 1:15,06          |
| –    | Ian Scheckter      | March-Ford         | 69     | 4      | NC         | 20    | 1:15,47          |
| –    | Jody Scheckter     | Wolf-Ford          | 66     | 0      | DNF        | 08    | 1:15,38          |
| –    | Hans-Joachim Stuck | Brabham-Alfa Romeo | 64     | 1      | DNF        | 13    | 1:15,54          |
| –    | Alan Jones         | Shadow-Ford        | 60     | 0      | DNF        | 10    | 1:15,21          |
| –    | Arturo Merzario    | March-Ford         | 27     | 0      | DNF        | 18    | 1:15,62          |
| –    | Patrick Depailler  | Tyrrell-Ford       | 21     | 0      | DNF        | 12    | 1:15,69          |
| –    | Riccardo Patrese   | Shadow-Ford        | 6      | 0      | DNF        | 15    | 1:16,89          |
| –    | David Purley       | LEC-Ford           | 5      | 0      | DNF        | 21    | 1:15,75          |
| –    | Jean-Pierre Jarier | Penske-Ford        | 4      | 0      | DNF        | 19    | 1:16,25          |

## WM-Stände nach dem Rennen
Die ersten sechs des Rennens bekamen 9, 6, 4, 3, 2 bzw. 1 Punkt(e). Es zählten nur die besten acht Ergebnisse aus den ersten neun Rennen und die besten sieben Ergebnisse aus den letzten acht Rennen. In der Konstrukteurswertung zählte nur das Ergebnis des bestplatzierten Fahrers eines Teams. Streichresultate sind in Klammern gesetzt.

### Fahrerwertung
| Pos. | Fahrer             | Konstrukteur                    | Punkte |
| ---- | ------------------ | ------------------------------- | ------ |
| 01   | Niki Lauda         | Ferrari                         | 33     |
| 02   | Mario Andretti     | Lotus-Ford                      | 32     |
| 03   | Jody Scheckter     | Wolf-Ford                       | 32     |
| 04   | Carlos Reutemann   | Ferrari                         | 28     |
| 05   | Gunnar Nilsson     | Lotus-Ford                      | 16     |
| 06   | Jochen Mass        | McLaren-Ford                    | 14     |
| 07   | James Hunt         | McLaren-Ford                    | 13     |
| 08   | Patrick Depailler  | Tyrrell-Ford                    | 10     |
| 09   | Jacques Laffite    | Ligier-Matra                    | 9      |
| 10   | John Watson        | Brabham-Alfa Romeo              | 9      |
| 11   | Emerson Fittipaldi | Copersucar-Ford                 | 8      |
| 12   | Carlos Pace †      | Brabham-Alfa Romeo              | 6      |
| 13   | Ronnie Peterson    | Tyrrell-Ford                    | 4      |
| 14   | Vittorio Brambilla | Surtees-Ford                    | 3      |
| 15   | Alan Jones         | Shadow-Ford                     | 3      |
| 16   | Hans-Joachim Stuck | March-Ford / Brabham-Alfa Romeo | 2      |
| 17   | Clay Regazzoni     | Ensign-Ford                     | 1      |
| 18   | Renzo Zorzi        | Shadow-Ford                     | 1      |
| 19   | Jean-Pierre Jarier | Penske-Ford                     | 1      |

| Pos. | Fahrer             | Konstrukteur              | Punkte |
| ---- | ------------------ | ------------------------- | ------ |
| 20   | Jean-Pierre Jarier | Penske-Ford               | 1      |
| 21   | Ingo Hoffmann      | Copersucar-Ford           | 0      |
| 22   | Hans Binder        | Surtees-Ford              | 0      |
| 23   | Riccardo Patrese   | Shadow-Ford               | 0      |
| 24   | Harald Ertl        | Hesketh-Ford              | 0      |
| 25   | Jackie Oliver      | Shadow-Ford               | 0      |
| 26   | Brett Lunger       | March-Ford / McLaren-Ford | 0      |
| 27   | Brian Henton       | March-Ford                | 0      |
| 28   | Patrick Nève       | March-Ford                | 0      |
| 29   | Rupert Keegan      | Hesketh-Ford              | 0      |
| 30   | Jacky Ickx         | Ensign-Ford               | 0      |
| 31   | Ian Scheckter      | March-Ford                | 0      |
| 32   | Larry Perkins      | B.R.M. / Surtees-Ford     | 0      |
| 33   | Emilio de Villota  | McLaren-Ford              | 0      |
| 34   | David Purley       | LEC-Ford                  | 0      |
| 35   | Arturo Merzario    | March-Ford                | 0      |
| –    | Tom Pryce †        | Shadow-Ford               | 0      |
| –    | Alex Ribeiro       | March-Ford                | 0      |
| –    | Boy Hayje          | March-Ford                | 0      |

### Konstrukteurswertung
| Pos. | Konstrukteur       | Punkte  |
| ---- | ------------------ | ------- |
| 01   | Ferrari            | 50 (52) |
| 02   | Lotus-Ford         | 43      |
| 03   | Wolf-Ford          | 32      |
| 04   | McLaren-Ford       | 25      |
| 05   | Brabham-Alfa Romeo | 17      |
| 06   | Tyrrell-Ford       | 14      |
| 07   | Ligier-Matra       | 9       |
| 08   | Copersucar-Ford    | 8       |

| Pos. | Konstrukteur | Punkte |
| ---- | ------------ | ------ |
| 09   | Shadow-Ford  | 4      |
| 10   | Surtees-Ford | 3      |
| 11   | Ensign-Ford  | 1      |
| 12   | Penske-Ford  | 1      |
| 13   | March-Ford   | 0      |
| 14   | Hesketh-Ford | 0      |
| 15   | LEC-Ford     | 0      |
| –    | B.R.M.       | 0      |